# Beby, Pandavapura
Beby là một làng thuộc tehsil Pandavapura, huyện Mandya, bang Karnataka, Ấn Độ.